# یژوف (ناحیه هودونین)
یژوف (به چکی: Ježov) یک منطقهٔ مسکونی در جمهوری چک است که در ناحیه هودونین واقع شده‌است. یژوف ۵٫۹۱ کیلومتر مربع مساحت و ۷۰۶ نفر جمعیت دارد و ۲۳۸ متر بالاتر از سطح دریا واقع شده‌است.